# 马克·佩罗东
马克·佩罗东（法語：Marc Perrodon，1878年8月31日—1939年2月22日），法国男子击剑运动员。他曾代表法国参加1908年、1920年和1924年夏季奥林匹克运动会击剑比赛，获得一枚银牌。